# Anton Malatinský
Anton Malatinský (Trnava, 15 gennaio 1920 – Bratislava, 1º dicembre 1992) è stato un allenatore di calcio e calciatore cecoslovacco, di ruolo centrocampista.

## Biografia
È lo zio di Milan Malatinský, anch'egli calciatore professionista.

## Curiosità
Egli militò a più riprese, sia nelle vesti di calciatore che in quelle di allenatore, nelle squadre della sua città natale Trnava ovvero il Rapid, il Sokol NV da giocatore e lo Spartak Trnava. Di conseguenza alla sua scomparsa, avvenuta nel 1992 la città decise di intitolargli lo stadio che a tutt'oggi porta il suo nome.

## Palmarès

### Allenatore

#### Competizioni nazionali
- Campionato cecoslovacco: 3

Spartak Trnava: 1967-1968, 1971-1972, 1972-1973
- Coppa di Cecoslovacchia: 1

Spartak Trnava: 1974-1975

#### Competizioni internazionali
- Coppa Mitropa: 1

Spartak Trnava: 1967